# Clara Aranda
Clara Félicia Aranda (nascida a 2 de abril de 1988 em Norrköping) é uma política sueca e membro do Riksdag pelos Democratas Suecos (DS).
Aranda foi eleita para o Riksdag durante as eleições legislativas suecas de 2018, representando o círculo eleitoral do Condado de Skåne. Ela também serviu como conselheira dos DS em Östergötland, onde era a líder de grupo do DS. Aranda também é porta-voz do DS para questões de saúde mental e serve no comité de educação do parlamento.